# 関真也
関 真也（せき まさや、1984年（昭和59年） - ）は、日本の弁護士。第一東京弁護士会所属。関真也法律事務所創設者、東海大学総合社会科学研究所客員講師 兼 研究員、一般社団法人日本知財学会事務局員　兼　ブランド経営分科会幹事、ファッションビジネス学会活性化委員会委員。（2019年10月現在）。

## 経歴
- 2003年（平成15年）3月 : 神奈川県立茅ケ崎北陵高等学校卒業[1]
- 2007年3月 : 東京都立大学 (1949-2011)法学部法律学科卒業[1]
- 2007年4月 : 最高裁判所司法研修所入所
- 2008年9月 : 第一東京弁護士会登録、TMI総合法律事務所勤務
- 2015年
  - 5月 : 南カリフォルニア大学ロースクール卒業（LL.M.）
  - 8月 : シカゴのカークランド・アンド・エリス（Kirkland & Ellis）法律事務所[2]　勤務
- 2016年
  - 6月 : ニューヨーク州弁護士資格取得
  - 7月：株式会社KADOKAWA 経営企画局知財法務部 担当部長　　※至2017年12月
  - 9月 : 津田塾大学学芸学部情報科学科非常勤講師（担当科目：知的財産概論）　※至2017年3月
- 2017年8月 : 一般社団法人日本知財学会事務局就任[3]
- 2018年
  - 4月 : 津田塾大学学芸学部情報科学科非常勤講師（担当科目：知的財産概論）※至2019年3月
  - 4月 : 東海大学総合社会科学研究所研究員
- 2019年
  - 6月 : ファッションビジネス学会[4]　活性化委員会委員
  - 6月 : 日本知財学会　ブランド経営分科会幹事
  - 8月：TMI総合法律事務所退所
  - 9月：関真也法律事務所[5]創設

## 著書
- 角田政芳＝関真也[6]『ファッションロー』勁草書房、2017年。
- TMI総合法律事務所「知的財産プロフェッショナル用語辞典」日経BP社、2010年（共著）。

## 論文
- 「インターネット上の侵害に対する保護を強化 改正EU著作権指令の概要と日本企業の対応実務」ビジネス法務20巻1号、86-90頁（2020年1月）
- 「ニューフロンティアとしてのファッションロー（特集：知的財産法入門）」法学セミナー778号40頁（2019年10月12日）
- 「アパレルデザインの不正競争防止法2条1項3号による保護－『流行』の生成プロセスから見た商品形態の実質的同一性の捉え方の検討－」特許研究第68号51頁（2019年9月30日）
- 「ファッションデザインの『美的特性』と『表現上の本質的な特徴』の探究－著作権法による保護の可否と範囲－」感性工学Vol.17 No.2、53頁（日本感性工学会[7]、2019年6月30日）[7]。
- 「ファッションローの全体像－ファッションデザイン保護のあるべき姿を考える前提として－」『発明=The invention』116巻3号62-65頁（発明推進協会、2019年3月）。
- 「拡張現実(AR)を巡る著作権法上の問題に関する基礎的考察（特集：リアルとバーチャルの融合を巡るコンテンツの知的財産問題）」『日本知財学会誌』15巻3号（日本知財学会、2019年3月）。
- 「eコマース法務の最先端　著作権侵害への対応〜侵害の悪質性に応じた検討とEC事業者との協力〜」『ビジネス法務』19巻4号、中央経済社、2019年4月、71-76頁。
- 「AR領域における商標の使用－拡張現実技術を用いた新たな使用態様を巡る現行法上の課題－」『日本知財学会誌』14巻第3号、一般社団法人日本知財学会、2018年3月20日、28-35頁。
- 「Star Athletica 事件合衆国最高裁判決：実用品のデザインに用いられる美術的特徴が保護適格性を有するか否か（分離可能性）を判断する基準〜日本の著作権法における応用美術の保護への示唆〜」『日本国際知的財産保護協会月報AIPPI』62巻9号、日本国際知的財産保護協会、2017年9月、838-863頁。
- 「米国知的財産法によるファッション・デザイン保護の現状と課題(2)」『日本国際知的財産保護協会月報AIPPI』62巻2号、日本国際知的財産保護協会、2017年2月、149-180頁。
- 「米国知的財産法によるファッション・デザイン保護の現状と課題(1)」『日本国際知的財産保護協会月報AIPPI』62巻9号、日本国際知的財産保護協会、2017年1月、6-34頁。
- 「いかなる場合にパブリシティ権は表現の自由に優越するか : 米国における近時のビデオゲーム関連判決を参考に」『パテント』68巻7号、日本弁理士会、2015年7月、78-89頁。
- 「一般用医薬品におけるパッケージデザインの保護について」『知財管理』64巻1号、日本知的財産協会、2014年、5-19頁。

## 講演・セミナー講師等
- 「ファッションローで俯瞰するデザインとIPの全体像《2019年版》」東京理科大学経営学研究科技術経営専攻(MOT)／講義：デザイン戦略（特別講師）、2019年10月18日）[8]。
- 「ファッションロー～ファッションデザインの保護と知的財産～」国際ファッション専門職大学/講義：法学入門（ゲスト講師）（2019年10月10日）。
- 「著作権紛争の実務」日本弁理士会関東会会員研修著作権実務者養成講座第5回（2019年10月9日）。
- 「発明推進協会移転オープニングセミナー最新のファッションロー〜ファッションを巡るテクノロジーとデザインを中心として〜 『ファッションデザインの保護に関する理論と実践』」一般社団法人発明推進協会、2019年4月12日[9]。
- 「ファッションデザインの保護と美術館における利用〜日米欧の著作権法を踏まえて〜」島根県芸術文化センター グラントワ（島根県立石見美術館）、2019年3月16日。
- 「ファッションローで俯瞰するデザインとIPの全体像」東京理科大学経営学研究科技術経営専攻(MOT)／講義：デザイン戦略（特別講師）、2019年1月10日）。
- 「Fashion Biz Study 連続講座 ファッションローの実務〜法務部、特許事務所、弁護士、それぞれの立場でファッションブランドを支える〜」第1回 - 第2回（モデレーター）、第3回（講師）[10][11]。

1. 小川徹　「ファッション・アパレル企業における法務部〜プロとプロをつなぐ〜」2018年12月12日[12]。
2. 安田和史「ファッション・アパレル事業と権利化実務」2018年1月16日[13]。
3. 関真也「ファッションを巡る契約と紛争」2018年2月20日[14]。

- 「標識法の際：我が国の標識法における機能・美感の保護」日本知財学会第16回年次学術研究発表会、2018年12月1日[15]。
- 「応用美術の著作権による保護の可否から権利範囲まで〜ファッションローの観点を交えて〜」日本知財学会第16回年次学術研究発表会、2018年12月1日[15]。
- 「著作権紛争の実務」日本弁理士会関東支部会員研修著作権実務者養成講座第5回、2018年10月11日。
- 連続講座"Fashion Biz Study"ファッションローの基礎〔第5回〕FashionTech入門（特許法の基礎を中心に）」（Fashion Studies、2018年9月12日）。
- 「商標法４条１項１５号に関する審決・判決の動向〜商標法４条１項１５号に関する近時の裁判例〜」（日本商標協会審決研究部会・判決研究部会の合同開催、2018年10月30日）[16]。
- 「連続講座"Fashion Biz Study"ファッションローの基礎〔第4回〕ファッションデザインの法的保護（意匠法・著作権法編）」（Fashion Studies、2018年10月10日）[17]。
- 「オーストラリアにおける海賊版対策としてのサイトブロッキング法制の概要と成り立ち〜表現の自由、技術的課題、サイトブロッキングの有効性などに関する立法過程における議論を交えて〜」第2回コンテンツと法シンポジウム"諸外国におけるサイトブロッキング法制"（東海大学総合社会科学研究所知的財産部門[18]/日本知財学会コンテンツ・マネジメント分科会[19]共催、2018年7月28日）。　※配布レジュメ[20]（日本知財学会ウェブサイト）
- 「連続講座"Fashion Biz Study"ファッションローの基礎〔第3回〕ファッションブランド及びデザインの法的保護（不正競争防止法編）」（Fashion Studies、2018年7月11日）[17]。
- 「連続講座"Fashion Biz Study"ファッションローの基礎〔第2回〕ファッションブランド及びデザインの法的保護（商標法編）」（Fashion Studies、2018年6月13日）[17]。
- 「ファッションローで俯瞰するデザインとＩＰの全体像」（東京理科大学経営学研究科技術経営専攻／講義：デザイン戦略（特別講師）、2018年5月30日）。
- 「連続講座"Fashion Biz Study"ファッションローの基礎〔第1回〕ファッションロー概論（全体構造編）」（Fashion Studies、2018年5月9日）[17]　。　関連記事①WWD JAPAN[21]、関連記事②Fashionsnap[22]
- 「『ART』事件,東京地判平成29年11月8日,平成27年(ワ)第28491号『商標使用許諾契約の法的性質とその解約に必要な要件に関する議論を中心に』」（日本商標協会判決研究部会、2018年3月14日）[共同報告者：鈴木信也]。
- 「コンテンツビジネスと法務の基礎知識」（文教大学情報学部／講義：ビジネス法（ゲスト講師）、2018年1月16日）。
- 「Star Athletica Case／米国最高裁判所2017年3月22日判決」（（一社）発明推進協会・第356回知的財産権法判例研究会、2017年12月21日）。
- 「商標法・不正競争防止法による著作物の題号の保護〜Hotel California事件を参考に〜」（日本知財学会第15回年次学術研究発表会、2017年12月3日）。
- 「標識法の歪」（日本知財学会第15回年次学術研究発表会企画セッション、2017年12月2日）[23]。
- 「応用美術の保護について〜著作権法と特許法の境界線を探る〜」（日本知財学会第15回年次学術研究発表会、2017年12月2日）。
- 「米国知的財産法によるファッションデザインの保護」第1回ファッションローシンポジウム"RUNWAY to the LAW"（東海大学総合社会科学研究所知的財産部門、2017年11月11日）[24]。
- 「米国著作権法による実用品デザインの保護と日本法への示唆〜Star Athletica事件を題材に〜」（東京大学政策ビジョン研究センター・デザイン法研究会、2017年9月21日）。
- 「判例研究：Live Bar X.Y.Z.→A事件」（日本知財学会知財制度・判例分科会第30回判例研究会/コンテンツ・マネジメント分科会共催、 2017年7月29日）。
- 「Copyright Protection for Fashion Designs under Japanese Law」（AIPLA-JTA Spring Meeting、2017年4月26日）。
- 「判例研究：加湿器事件」（日本知財学会知財制度・判例分科会第26回判例研究会、2017年3月31日）。
- 「Introduction to U.S. Copyright System with Focus on Computer Program Protection」（東京工業大学情報生命博士教育院／ACLSビジネスセミナー、2017年2月28日）。
- 「映画製作のためのオプション契約交渉」（東京理科大学大学院イノベーション研究科知的財産戦略専攻／講義：コンテンツ契約特論（ゲスト講師）、2016年12月17日）。
- 「リンキングによる著作権侵害に関する米国法の議論」（日本知財学会第14回年次学術研究発表会、2016年12月4日）。
- 「標識法に基づく権利の限界点を探る」（日本知財学会第14回年次学術研究発表会、2016年12月3日）。
- 「米国における映画製作の契約実務 – Dealmaking in the U.S. Film Industry –」（東京理科大学大学院イノベーション研究科知的財産戦略専攻／講義：コンテンツ契約特論（ゲスト講師）、2016年11月26日）。
- 「結合商標の類否について〜『Reebok ROYAL FLAG』事件」（日本商標協会判決研究部会11月度定例会、2016年11月16日）。
- 「商標法〜企業価値を高める戦略的ブランドマネジメントの基礎と考え方」（文教大学情報学部／講義：ビジネス法（ゲスト講師）、2016年10月25日）。
- 「Newsflash: Data Protection Download from Around the Globe」（Kirkland & Ellis LLP Annual Technology & Law Seminar、2016年5月18日）[25]。
- 「“Fashion Law”〜模倣は文化か？〜：ファッション・デザインの知的財産権による保護の現状と展望」（Japanese Researchers Crossing in Chicago (JRCC)[26]シカゴ在住若手研究者による研究発表会、2016年1月24日）[27]。
- 「Important Differences between US & JP Legal Systems」（ノースウェスタン大学ロースクール／講義：International Team Project、2015年11月11日）。
- 「米国におけるオンライン著作権侵害対策の最新動向」（日本知財学会コンテンツ・マネジメント分科会第28回研究会、2015年10月31日）。
- 「『Cache』事件：商標法38条3項に基づく損害賠償請求について〜損害不発生の抗弁を中心に」（日本商標協会判決研究部会、2014年2月19日）。
- 「ビジネスと商標法」（文教大学情報学部／講義：知的財産管理（ゲスト講師）、2013年11月28日）。
- 「『ターザン』事件（商標法4条1項7号）」日本商標協会判決研究部会、2012年9月19日）。

## 報道等
- YU HIRAKAWA「『越えてはいけない一線』に気付くための訓練　国際ファッション専門職大学が「法学入門」を選択科目に」2019年10月18日WWD[8]
- 「ファッションロー相談所 Vol. 14 「『バオ バオ』勝訴のカギは“ブレない世界観づくり”？」 WWD JAPAN Vol. 2099、19頁、2019年9月2日[28]。
- 「ファッションロー相談所Vol.11　『アディダスのスニーカーが著作権登録』は何が注目？」　WWD JAPAN Vol.2086、17頁、2019年6月3日[28]。
- 平川裕「【平成プレイバック】ファッションロー弁護士の関真也が振り返る『CtoC市場の台頭』」WWD JAPAN2019年5月27日[29]。
- 「ファッションロー相談所Vol.7　裁判所が定義する”模倣品”の判断基準」　WWD JAPAN Vol.2067、15頁、2019年2月4日[28]。
- 平川裕「弁護士、特許事務所、企業内法務部の立場から解説　ファッションローに関する連続講座を開催」WWD JAPAN2018年12月6日[30]。
- 「ファッションロー相談所Vol.4　コスプレから考える著作権のいろいろ」　WWD JAPAN Vol.2054、15頁、2018年11月5日[28]。
- 「ファッションロー相談所Vol.2　“二次流通”や“転売”って何が問題なの？」WWD JAPAN Vol.2044、13頁、2018年9月3日[28]。
- 「ブロッキング 混迷の底流（下） 45カ国が遮断制度化 発動要件、厳密なルール」日本経済新聞2018年8月21日[31]。※英国におけるサイトブロッキングの制度についてコメント。
- ”MPA/JIMCA, Tokai University & Intellectual Property Association of Japan co-organized and held a symposium pertaining to content and laws”JIMCA.August.04.2018[32].
- 「シンポジウム『諸外国におけるサイト・ブロッキング法制』が開催されました」日本国際映画著作権協会（JIMCA）2018年8月04日[33]。
- 「サイトブロッキングの問題点と法制化に向けて考えるべきこと〜サイトブロッキングと『通信の秘密』の関係〜」BUSINESS LAWYERS2018年6月15日[34]。
- 「サイトブロッキングの問題点と法制化に向けて考えるべきこと〜海賊版サイト対策をめぐる議論と問題の所在〜」BUSINESS LAWYERS2018年6月08日[35]。
- 「ファッションに著作権はない？　法的保護巡り議論」日本経済新聞2018年1月10日[36]。　※米国におけるファッションデザインの著作権法による保護についてコメント
- interview　"ファッションを法的に保護するということ[37]"(共：角田政芳)　Fashion Studies2018年5月。